# Severomorsk (destroyer)
Le Severomorsk est un destroyer de la classe Oudaloï en service dans la marine soviétique puis russe.

## Historique
Sa quille est posée le 12 juin 1984, il est lancé le 24 décembre 1985 par le chantier Severnaïa Verf à Saint-Pétersbourg, et mis en service le 30 décembre 1987.
Le 4 octobre 2017, un détachement de navires dirigé par le Severomorsk arrive à la base principale de la flotte du Nord, à Severomorsk, après avoir terminé avec succès des exercices dans l'océan Arctique.
À partir du 5 juillet 2018, le destroyer entame un long voyage, visitant les ports d'Algérie, de Victoria en Australie, de Pemba et d'Antsiranana. Le Severomorsk participe aux exercices navals russo-japonais anti-piraterie dans le golfe d'Aden puis aux exercices russo-pakistanais sur les activités antipiraterie lors de l'opération Arabian Monsoon 2018.
Le 8 janvier 2019, le navire passe les Dardanelles et entre dans la mer de Marmara. Le 10 janvier, le navire arrive à Sébastopol pour rétablir l'état de préparation technique, puis poursuit un long voyage en mer. Début avril, le Severomorsk effectue des missions en Méditerranée. À la mi-2019, il participe au défilé naval de Saint-Pétersbourg.
À la mi-2020, il est déployé dans la mer de Béring via la route maritime du Nord. Avant de retourner à son port d'attache à Severomorsk, en novembre, le navire navigue juste en dehors des eaux territoriales britanniques dans le Moray Firth aux côtés du pétrolier Sergueï Ossipov.
En janvier 2021, il entre en mer de Barents pour des exercices d'artillerie navale.
Après la chute d'Assad en Syrie, il quitte la base russe en Syrie où il était stationné pour regagner la mer Baltique. Il est repéré dans la nuit du 15 au 16 mars 2025 dans la Manche, étroitement surveillé par la Royal Navy et la marine belge.